# Tj
TJ je slovo ilirske abecede. Označava glasove /tʃ/, /tɕ/, /tj/.